# Klunst

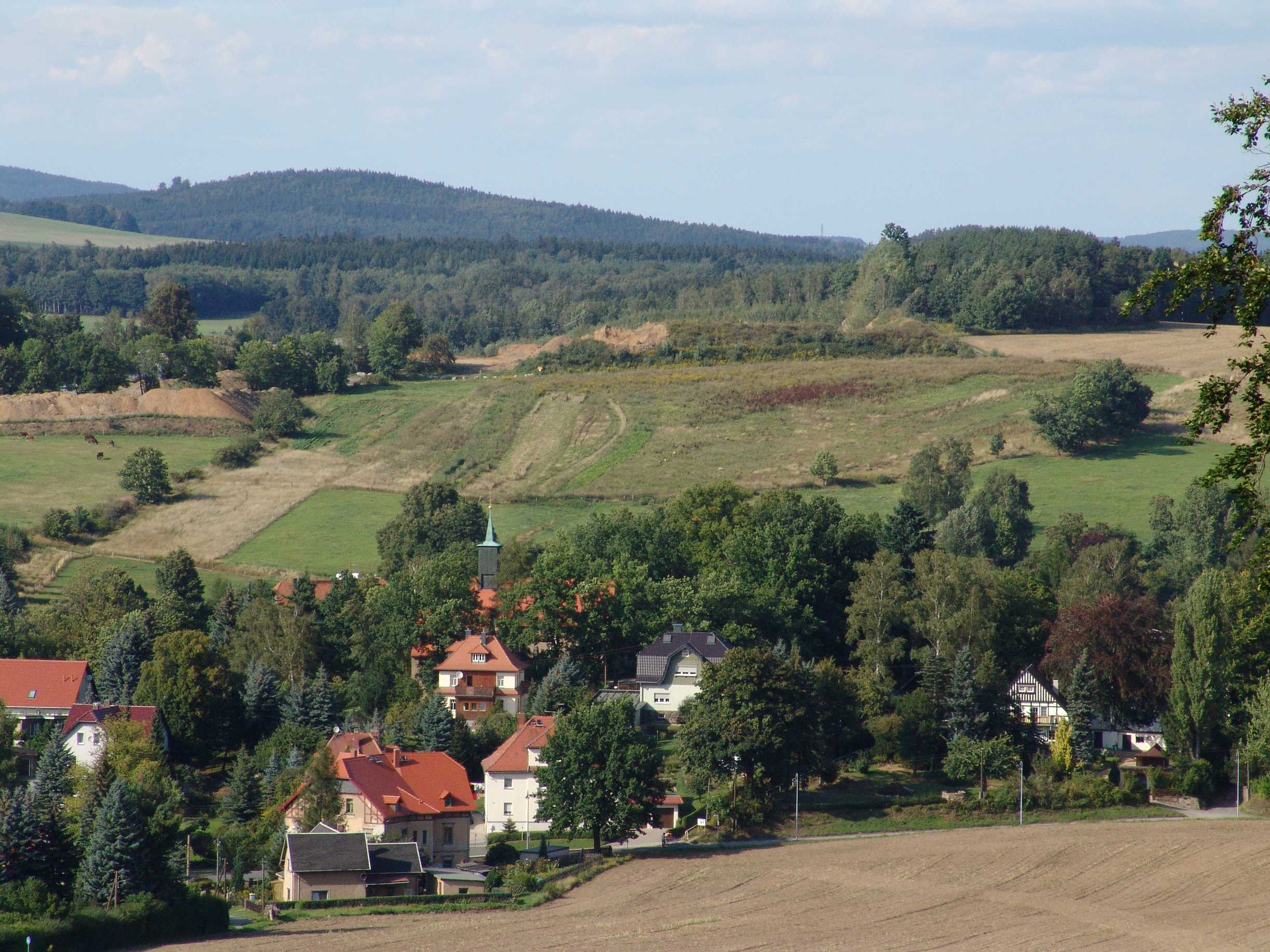
Sicht vom Schlechteberg auf den Steinbruch Klunst

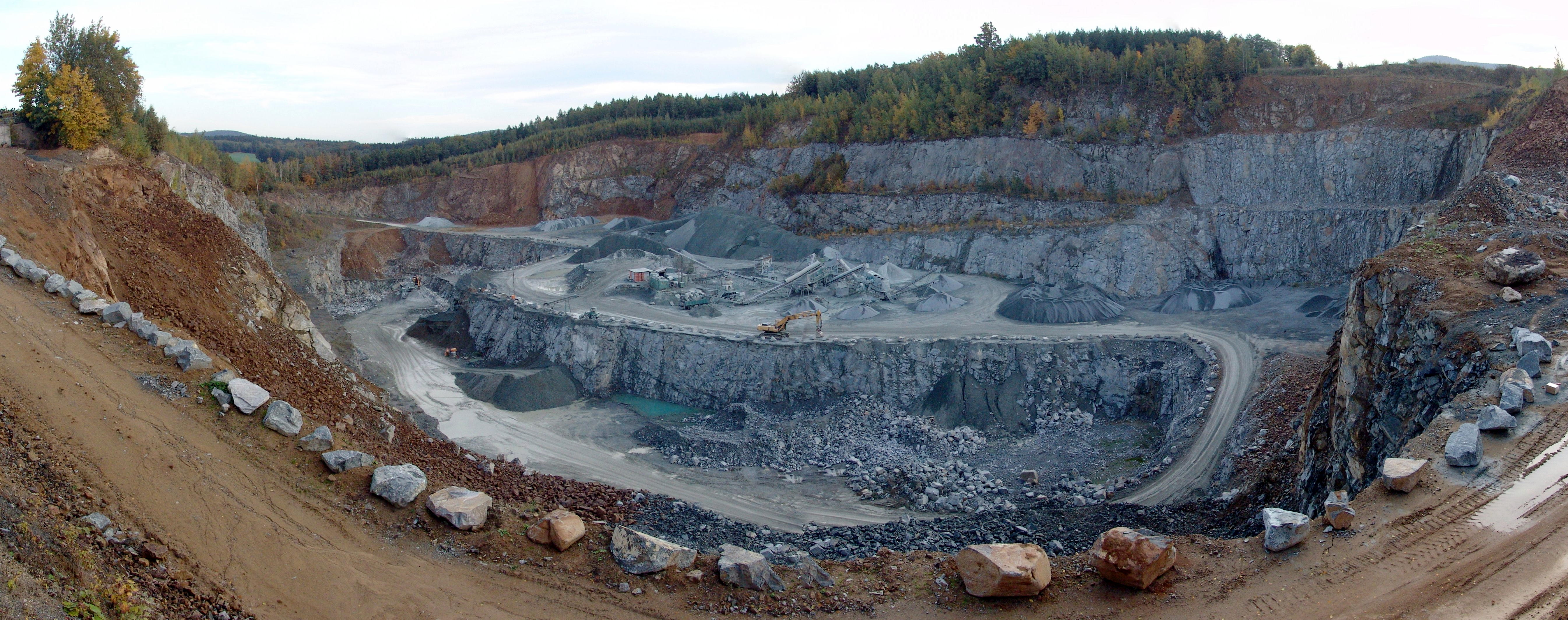
Panorama des Steinbruches Klunst

Die Klunst ist ein ehemals 440,0 m hoher Berg in Ebersbach/Sa. der heute im Steinbruchbetrieb abgebaut wird. Er liegt zwischen der Eisenbahnlinie Ebersbach–Löbau und den Ebersbacher Buschmühlhäusern und überragt das Bleichewassertal um 60 bis 80 m.
Der Bergname enthält den gleichen Wortstamm wie der der Steinklunsen zwischen Oppach und Beiersdorf. Mundartlich bedeutet Klunst „zerklüfteter Felsen“.

## Geologie
Die Klunst ist aus einem Lamprophyrgang aufgebaut. Dieser hat die Form einer Linse und ist bis über 150 m breit. Solche Gänge kommen im Lausitzer Granodioritmassiv häufig vor. Sie erreichen jedoch nirgends mehr diese Mächtigkeit wie bei der Klunst. Die Gänge streichen im Ostteil des Granodioritmassivs von Nordosten nach Südwesten und im Westteil von Nordwesten nach Südosten. Südlich von Löbau liegt das Übergangsgebiet von der einen in die andere Richtung, wo von Norden nach Süden gerichtete Gänge sich erstrecken. Auch der an der Klunst gehört dazu. Günter Möbus (1959) besagt in einer Untersuchung über die Tektonik der Ganggesteine, dass das Öffnen der Klüfte und somit das Entstehen der Gänge „am besten durch eine beulenartige Aufwölbung“ zu erklären ist, die nach der Bildung sämtlicher granodioritischer Gesteine erfolgte. Während dieses Prozesses rissen die Spalten radialartig auf. Von diesen sind heute über 1200 in der Oberlausitz bekannt, die lamprophyrisches Gestein enthalten. Die Lamprophyre werden in älterer geologischer Literatur aufgrund ihrer petrografischen Ausbildung als Diabas, volkstümlich auch als Grünstein bezeichnet. Bei genauen Untersuchungen haben sich die Lausitzer Lamprophyre als sehr varietätenreich erwiesen, weshalb sie diverse gesteinskundliche Bezeichnungen erhielten, so Spessartit, Kersantit und weitere. An ihrem Aufbau sind hauptsächlich die Minerale Plagioklas, Augit, Hornblende, Biotit sowie oxidisches und sulfidisches Erz beteiligt. So konnten an der Klunst Kupfererz und Bleiglanz in allerdings unbedeutenden Mengen geborgen werden.
Da ihr Gestein seit Anfang des 20. Jahrhunderts ununterbrochen abgebaut wurde fielen die einstigen riffartigen Gipfelklippen vollständig dem Steinbruchbetrieb zum Opfer.
Folgende (sammlerisch interessante) Minerale wurden in der Klunst gefunden: Allanit-(Ce), Ankerit, Azurit, Calcit, Cerussit, Chabasit-Ca, Chalkopyrit, Covellin, Epidot, Galenit, Granat (Andradit), Hämatit, Heulandit-Ca, Ilmenit, Laumontit, Magnetit, Malachit, Magnesio-Hornblende, Muskovit, Phlogopit, Plagioklas (Albit), Prehnit, Pyrit, Pyromorphit, Pyrrhotin, Quarz (Bergkristall), Sphalerit, Stilbit-Ca, Titanit und Turmalin.

## Geschichte des Steinbruchbetriebes
Das Forstrevier Raumbusch und die sich südlich anschließende Klunst gehörten bis 1921 zum Besitz der Stadt Zittau. Diese verpachtete 1902 eine Teilfläche des Berges (den Südhang des höchsten Gipfels) an einen privaten Steinbruchbetrieb. Der Abbau beginnt sehr klein. Schon 1910 legte der Humboldtverein, der Landesverein Sächsischer Heimatschutz und der Gemeinderat von Ebersbach Einspruch gegen die Verunstaltung der Landschaft durch den Steinbruchbetrieb ein, da die Gipfel auch geologisch und geomorphologisch interessante Naturgebilde darstellten.

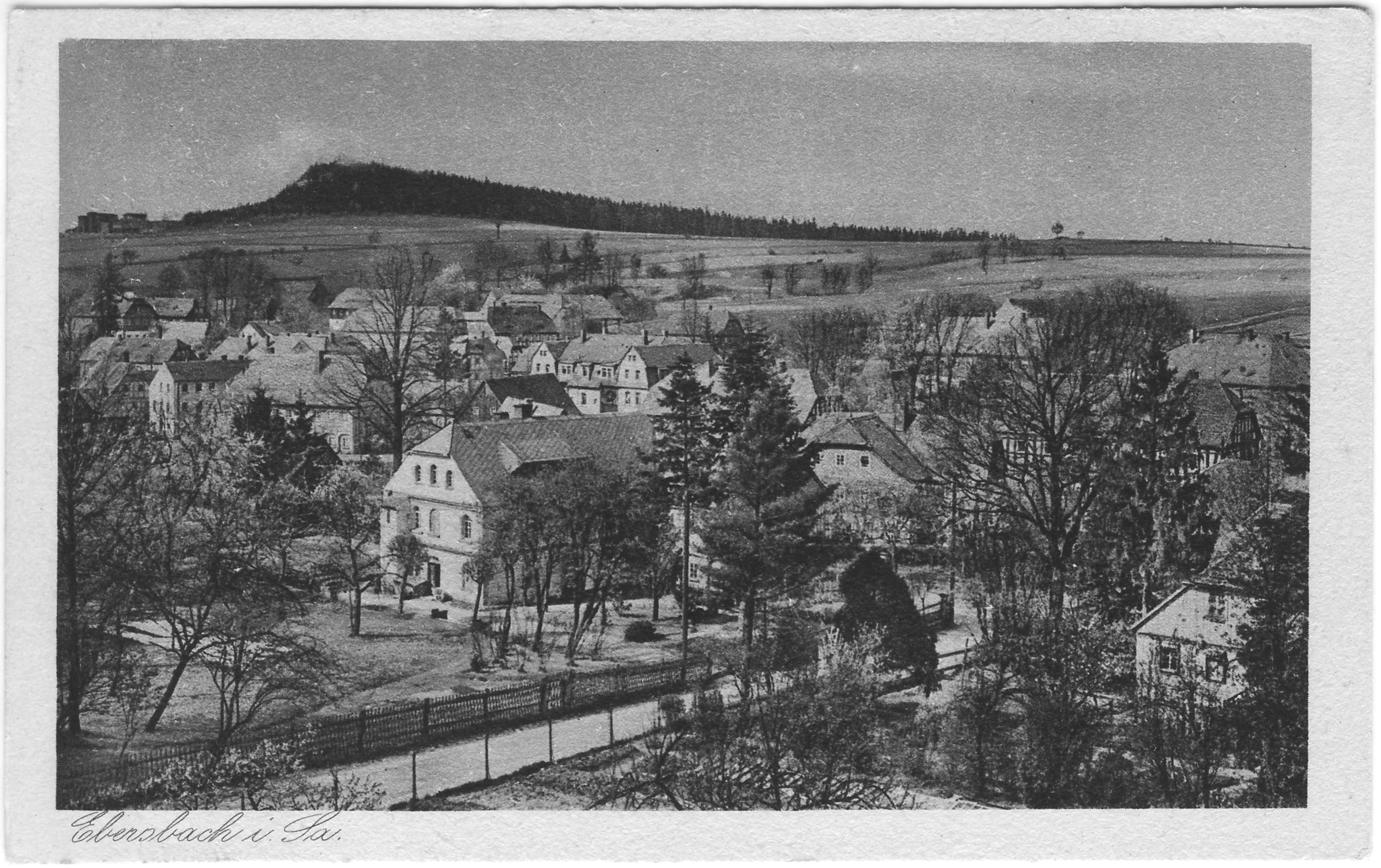
Historischer Blick über Ebersbach zur Klunst

Im Jahre 1914 übernahmen die Ostdeutschen Hartsteinwerke den Steinbruch. Mit Zittau wird ein Abbauvertrag bis 1940 abgeschlossen, obwohl schon zahlreiche Einsprüche vorlagen. Hermann Andert begann zusammen mit anderen deutschen Wissenschaftlern einen verzweifelten Kampf zur Rettung der Klunst. Verträge wurden abgeschlossen und durch die Ostdeutschen Hartsteinwerke gebrochen, bis der erste und höchste Felsengipfel weggesprengt war.

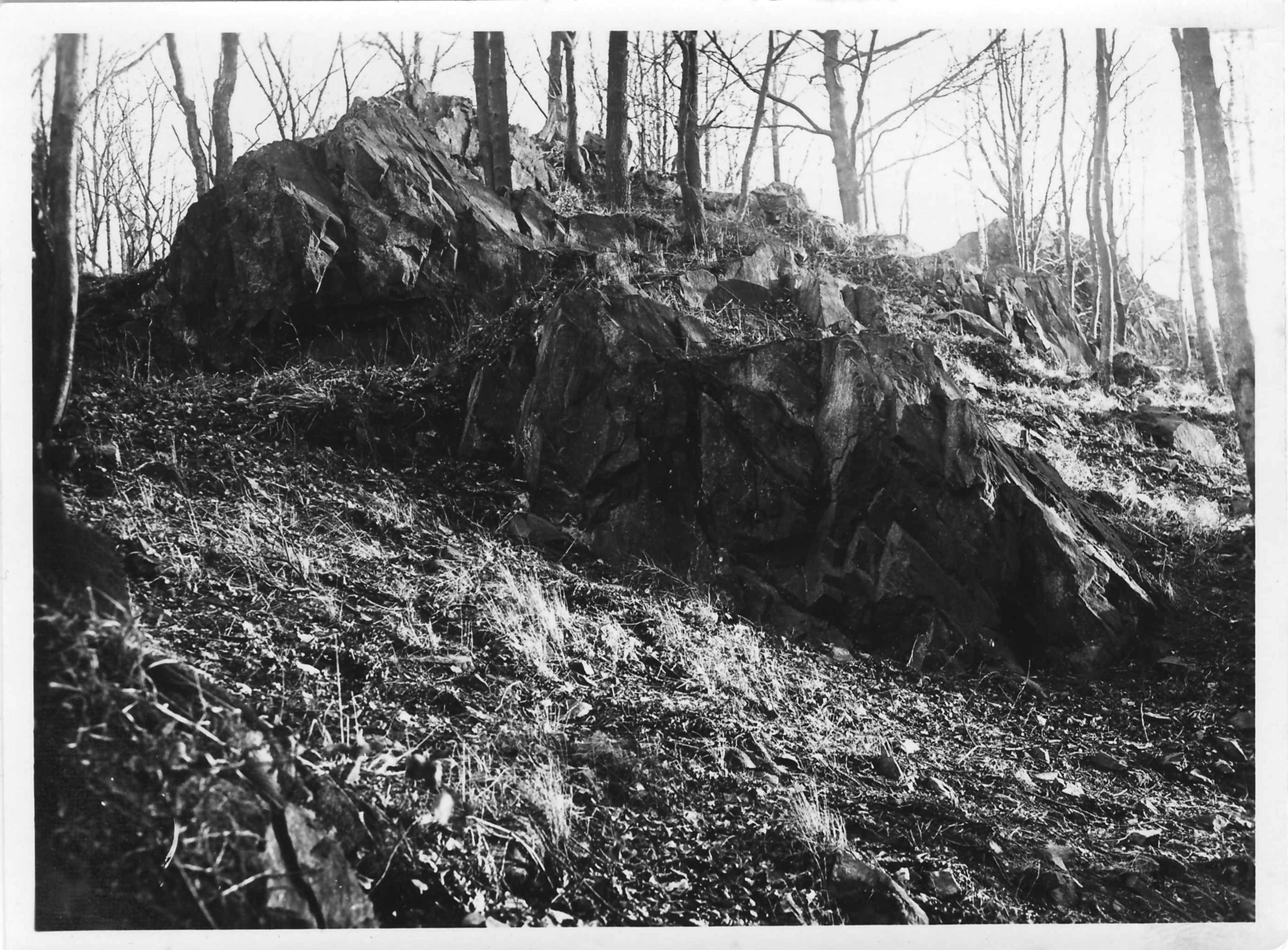
Ehemalige 1. Gipfelklippe der Klunst
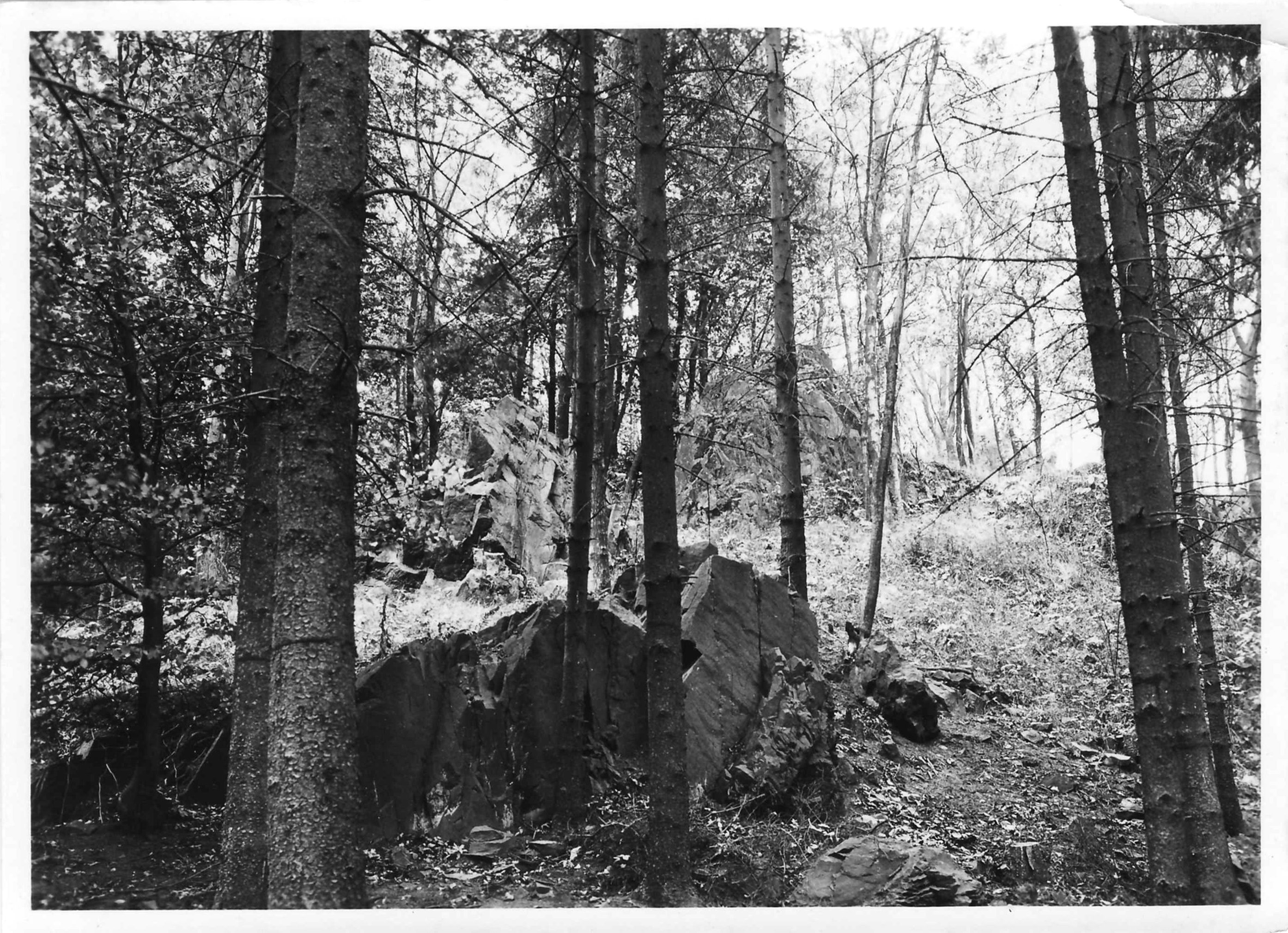
Ehemalige 2. Gipfelklippe der Klunst
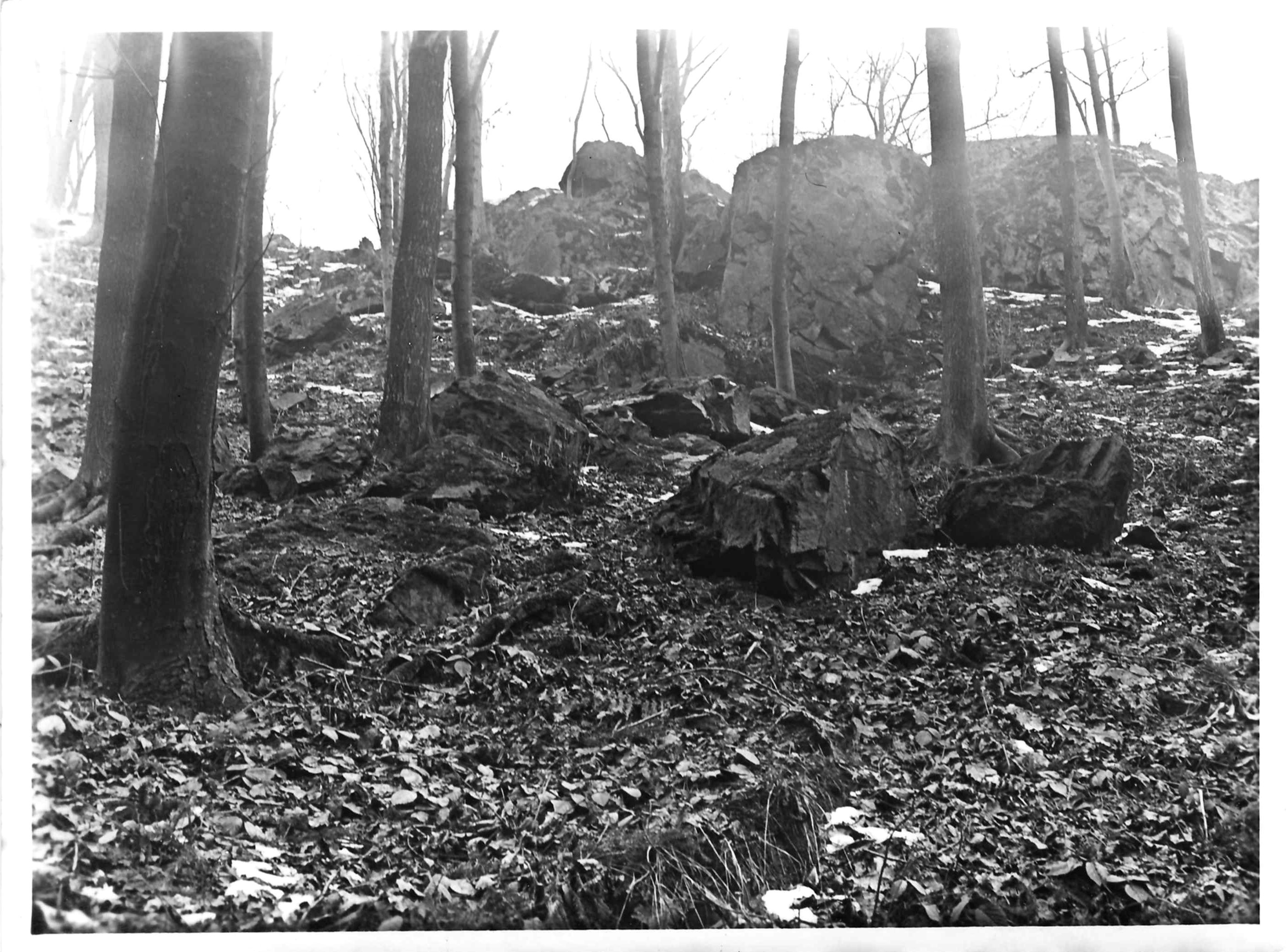
Ehemalige 3. Gipfelklippe der Klunst

Am 21. Januar 1937 wurde der zweite Gipfel als Naturschutzgebiet in das Naturdenkmalbuch des Deutschen Reiches eingetragen. 1940 wird der Abbauvertrag durch Zittau verlängert.
Am 7. August 1945 wurde durch die Ostdeutschen Hartsteinwerke ein Antrag zur Aufhebung des Naturschutzgebietes gestellt. Er wird abgelehnt, das Reichsnaturschutzgesetz gilt weiterhin. Am 4. August 1954 wird es durch das 1. Naturschutzgesetz der DDR abgelöst. Der Steinbruchbetrieb gewinnt jedoch die Oberhand. Gegen den Willen der Ebersbacher Bürger wird das Naturschutzgebiet am 21. September 1956 durch die amtliche Bekanntmachung in der Sächsischen Zeitung gestrichen.
Wie der mittlerweile verfüllte Lamprophyrbruch bei Niederfriedersdorf gehörte der an der Klunst dem VEB Lausitzer Granit Demitz-Thumitz. Das auf zwei Sohlen gebrochene Material wurde von Greifern auf Kippautos geladen und zum Brecher- und Klassierwerk gebracht. 1968 wurde eine technische Anlage aus Frankreich an Stelle einer alten aufgebaut. Ihre Jahreskapazität belief sich damals auf etwa 240000 t. Außer Schotter (35,5–80 mm) wurden 4 Sorten Splitt (2,5–5 mm, 5–8, 8–12,5, 12,5–25 mm) und Sand (bis 0,3 mm) gewonnen.
Seit 1967 die Bremsberganlage vom Brecherwerk zur Verladevorrichtung an der Eisenbahnstrecke Ebersbach-Löbau stillgelegt wurde, transportierten Lastkraftwagen das gebrochene Material zum Bahnhof Ebersbach.
Nach 1990 sollte der Betrieb des Steinbruches eingestellt werden und als kreisliche Mülldeponie genutzt werden. Naturschützer aus Ebersbach starten eine Unterschriftenaktion mit knapp 3000 Unterschriften dagegen.
Die ProStein GmbH & Co. KG (gegründet:1. März 2000) übernahm den Steinbruchbetrieb.

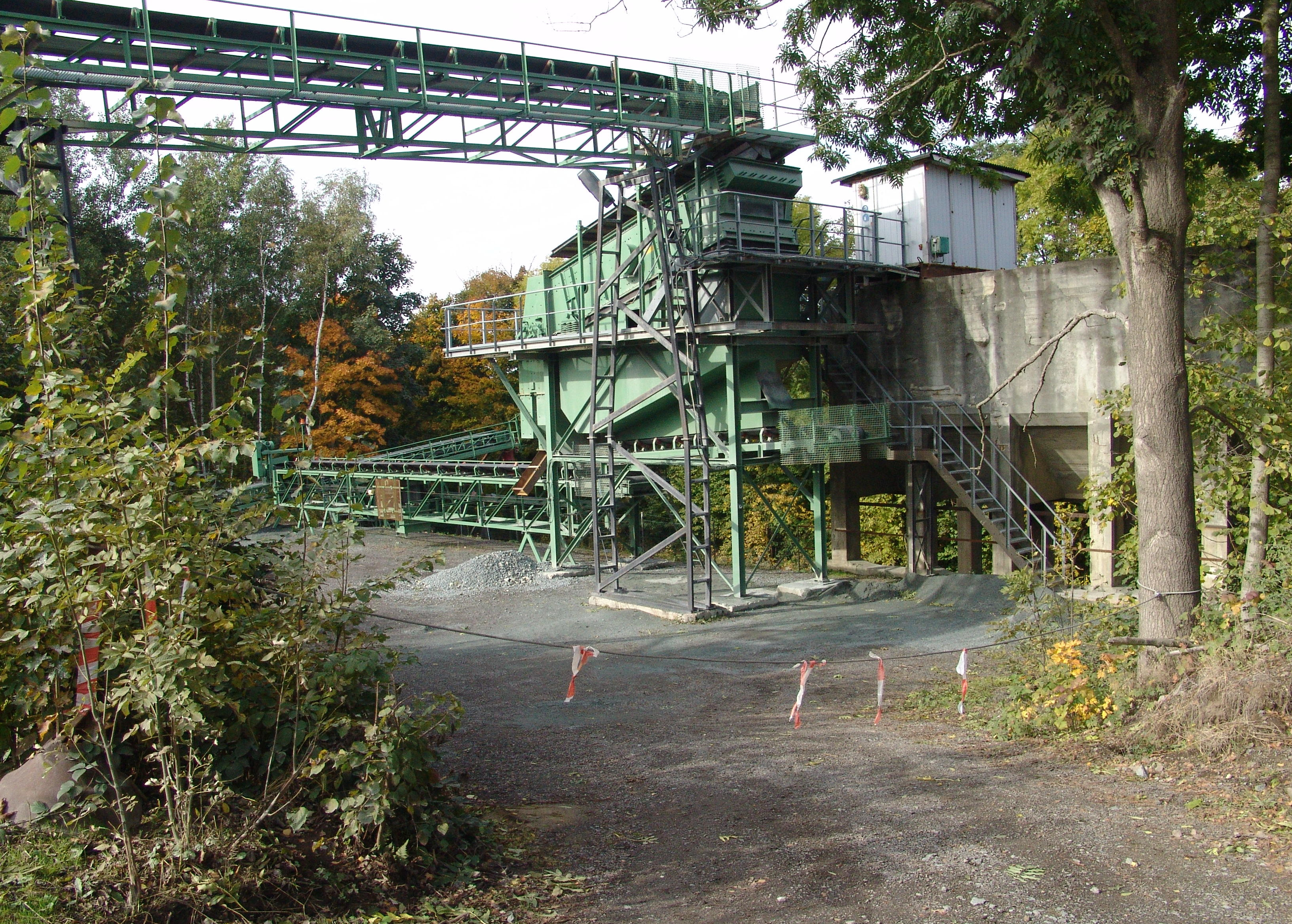
Neue Bahnverladeanlage

Seit Oktober 2007 erfolgt wieder die Bahnverladung Ebersbach durch eine neu Bahnverladeanlage. Vom Bahnhof Ebersbach aus erhalten Hochbau- und Straßenbaubetriebe Splitt und Sand, die als Zuschlagstoffe Verwendung finden.